# Rosztovi terület
A Rosztovi terület (oroszul Ростовская область [Rasztovszkaja oblaszty])  az Oroszországi Föderáció tagja. Székhelye Rosztov-na-Donu. Határos a Volgográdi területtel, a Voronyezsi területtel, a Krasznodari határterülettel, Kalmükfölddel, a Sztavropoli határterülettel és Ukrajnával. 2010-ben népessége 4 277 976 fő volt.

## Népesség

### Nemzetiségi megoszlás
A lakosság döntő többsége orosz nemzetiségű, de más nemzetiségek is lakják, főleg örmények, ukránok és törökök.
Nemzetiségi összetétel:
|              | 1959-es népszámlálás | 1989-es népszámlálás | 2002-es népszámlálás | 2010-es népszámlálás |
| ------------ | -------------------- | -------------------- | -------------------- | -------------------- |
| oroszok      | 3 023 703 (91,3%)    | 3 844 309 (89,56%)   | 3 934 835 (89,35%)   | 3 795 607 (88,72%)   |
| örmények     | 49 305 (1,49%)       | 62 603 (1,46%)       | 109 994 (2,5%)       | 110 727 (2,59%)      |
| ukránok      | 137 578 (4,15%)      | 178 803 (4,17%)      | 118 486 (2,69%)      | 77 802 (1,82%)       |
| törökök      |                      | 78 (0,00%)           | 28 285 (0,64%)       | 35 902 (0,5%)        |
| azeriek      | 1 092 (0,03%)        | 10 215 (0,24%)       | 16 498 (0,37%)       | 17 961 (0,42%)       |
| cigányok     | 4 810 (0,15%)        | 11 215 (0,26%)       | 15 138 (0,34%)       | 15 657 (0,39%)       |
| fehéroroszok | 20 794 (0,63%)       | 38 005 (0,89%)       | 26 604 (0,6%)        | 16 493 (0,39%)       |
| tatárok      | 13 857 (0,42%)       | 17 132 (0,4%)        | 17 866 (0,41%)       | 13 948 (0,33%)       |
| koreaiak     | 2 953 (0,09%)        | 7 132 (0,17%)        | 11 669 (0,26%)       | 11 597 (0,27%)       |
| csecsenek    |                      | 17 181 (0,4%)        | 15 469 (0,35%)       | 11 449 (0,27%)       |
| összesen     | 3 311 747            | 4 292 291            | 4 404 013            | 4 277 976            |

### Települések
A Rosztovi terület városai a következők:
- Rosztov-na-Donu, a terület székhelye,
- Azov,
- Batajszk,
- Volgodonszk,
- Gukovo,
- Donyeck,
- Jeverevo,
- Kamenszk-Sahtyinszkij,
- Novocserkasszk,
- Novosahtyinszk,
- Taganrog,
- Sahti

## Közigazgatás és önkormányzatok

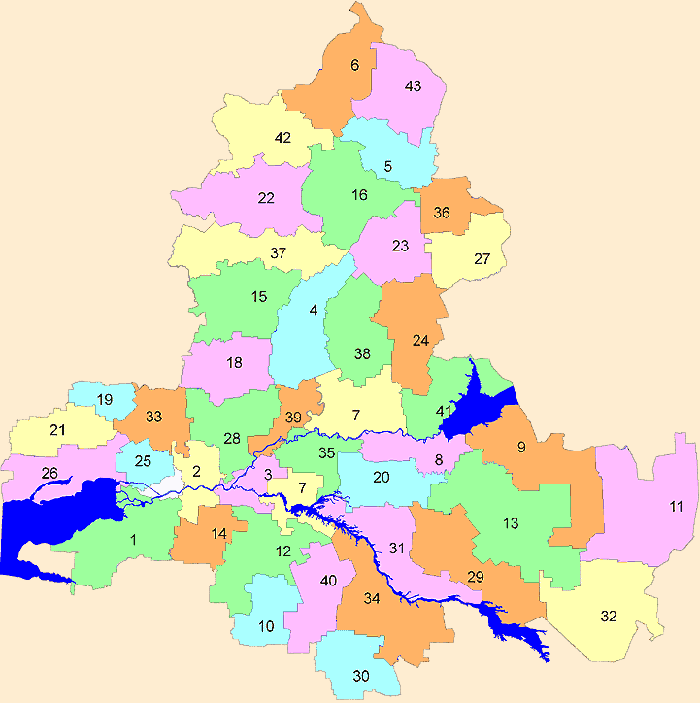
A Rosztovi terület járásai

A járások neve, székhelye és 2010. évi népessége az alábbi:
| Magyar név                         | Orosz név                    | Székhely                    | Lélekszám |
| ---------------------------------- | ---------------------------- | --------------------------- | --------- |
| Akszaji járás                      | Аксайский район              | Akszaj                      | 102 369   |
| Azovi járás                        | Азовский район               | Azov                        | 93 579    |
| Bagajevszkajai járás               | Багаевский район             | Bagajevszkaja               | 34 813    |
| Belaja Kalitva-i járás             | Белокалитвинский район       | Belaja Kalitva              | 102 039   |
| Bokovszkajai járás                 | Боковский район              | Bokovszkaja                 | 15 085    |
| Celinai járás                      | Целинский район              | Celina                      | 33 690    |
| Cimljanszki járás                  | Цимлянский район             | Cimljanszk                  | 34 222    |
| Csertkovói járás                   | Чертковский район            | Csertkovo                   | 36 680    |
| Dubovszkojei járás                 | Дубовский район              | Dubovszkoje                 | 22 983    |
| Felső-doni járás                   | Верхнедонской район          | Kazanszkaja                 | 20 441    |
| Jegorlikszkajai járás              | Егорлыкский район            | Jegorlikszkaja              | 35 733    |
| Kagalnyickajai járás               | Кагальницкий район           | Kagalnyickaja               | 30 489    |
| Kamenszki járás                    | Каменский район              | Glubokij                    | 47 696    |
| Kasari járás                       | Кашарский район              | Kasari                      | 25 355    |
| Konsztantyinovszki járás           | Константиновский район       | Konsztantyinovszk           | 33 159    |
| Krasznij Szulin-i járás            | Красносулинский район        | Krasznij Szulin             | 81 825    |
| Kujbisevói járás                   | Куйбышевский район           | Kujbisevo                   | 14 800    |
| Martinovkai járás                  | Мартыновский район           | Bolsaja Martinovka          | 36 545    |
| Matvejev Kurgan-i járás            | Матвеево-Курганский район    | Matvejev Kurgan             | 43 446    |
| Miljutyinszkajai járás             | Милютинский район            | Miljutyinszkaja             | 15 082    |
| Millerovói járás                   | Миллеровский район           | Millerovo                   | 68 360    |
| Mjasznyikov járás                  | Мясниковский район           | Csaltir                     | 39 631    |
| Morozovszki járás                  | Морозовский район            | Morozovszk                  | 42 404    |
| Nyeklinovkai járás                 | Неклиновский район           | Pokrovszkoje                | 84 915    |
| Oblivszkajai járás                 | Обливский район              | Oblivszkaja                 | 18 872    |
| Oktyabrszkij járás                 | Октябрьский район            | Kamenolomnyi                | 73 224    |
| Orlovszkiji járás                  | Орловский район              | Orlovszkij                  | 40 894    |
| Peszcsanokopszkojei járás          | Песчанокопский район         | Peszcsanokopszkoje          | 31 619    |
| Proletarszki járás                 | Пролетарский район           | Proletarszk                 | 36 510    |
| Remontnojei járás                  | Ремонтненский район          | Remontnoje                  | 19 152    |
| Rogyionovo-nyeszvetajszkajai járás | Родионово-Несветайский район | Rogyionovo-Nyeszvetajszkaja | 23 632    |
| Solohov járás                      | Шолоховский район            | Vjosenszkaja                | 27 294    |
| Szalszki járás                     | Сальский район               | Szalszk                     | 107 795   |
| Szemikarakorszki járás             | Семикаракорский район        | Szemikarakorszk             | 52 833    |
| Szovjetszkajai járás               | Советский район              | Szovjetszkaja               | 6 692     |
| Tacinszkajai járás                 | Тацинский район              | Tacinszkaja                 | 38 464    |
| Taraszovszkiji járás               | Тарасовский район            | Taraszovszkij               | 29 802    |
| Uszty-Donyeckiji járás             | Усть-Донецкий район          | Uszty-Donyeckij             | 33 647    |
| Veszjoliji járás                   | Весёловский район            | Veszjolij                   | 26 165    |
| Volgodonszki járás                 | Волгодонской район           | Romanovszkaja               | 33 779    |
| Zavetnojei járás                   | Заветинский район            | Zavetnoje                   | 17 250    |
| Zernogradi járás                   | Зерноградский район          | Zernograd                   | 58 757    |
| Zimovnyiki járás                   | Зимовниковский район         | Zimovnyiki                  | 37 092    |